# Бейсайд (Вісконсин)
Бейсайд (англ. Bayside) — селище (англ. village) в США, в округах Мілвокі і Озокі штату Вісконсин. Населення — 4482 особи (2020).

## Географія
Бейсайд розташований за координатами 43°10′57″ пн. ш. 87°54′5″ зх. д. / 43.18250° пн. ш. 87.90139° зх. д. (43.182611, -87.901486).  За даними Бюро перепису населення США в 2010 році селище мало площу 6,19 км², уся площа — суходіл.

## Демографія
Згідно з переписом 2010 року, у селищі мешкало 4389 осіб у 1831 домогосподарстві у складі 1281 родини. Густота населення становила 709 осіб/км².  Було 1945 помешкань (314/км²).
Расовий склад населення:
| - 90,7 % — білих - 3,7 % — азіатів - 3,3 % — чорних або афроамериканців - 0,3 % — корінних американців - 0,1 % — вихідців з тихоокеанських островів |

До двох чи більше рас належало 1,4 %. Частка іспаномовних становила 2,8 % від усіх жителів.
За віковим діапазоном населення розподілялося таким чином: 23,5 % — особи молодші 18 років, 55,7 % — особи у віці 18—64 років, 20,8 % — особи у віці 65 років та старші. Медіана віку мешканця становила 48,0 року. На 100 осіб жіночої статі у селищі припадало 88,4 чоловіків;  на 100 жінок у віці від 18 років та старших — 84,6 чоловіків також старших 18 років.
Середній дохід на одне домашнє господарство  становив 136 255 доларів США (медіана — 102 448), а середній дохід на одну сім'ю — 157 769 доларів (медіана — 119 667). За межею бідності перебувало 2,7 % осіб, у тому числі 2,9 % дітей у віці до 18 років та 1,7 % осіб у віці 65 років та старших.
Цивільне працевлаштоване населення становило 2150 осіб. Основні галузі зайнятості: освіта, охорона здоров'я та соціальна допомога — 34,3 %, науковці, спеціалісти, менеджери — 12,8 %, роздрібна торгівля — 12,0 %.